# Доктор рядом
Доктор рядом (полное название — «Медицинская компания Доктор рядом») — российская компания, предоставляющая телемедицинский сервис.

## История
Проект «Доктор рядом» стартовал в 2013 как сеть клиник шаговой доступности. За первый год работы сеть «Доктор рядом» выросла до 10 клиник в Москве и Московской области. В 2015 году был запущен проект для корпораций, оформляющих медицинское страхование для своих сотрудников, который объединил в одном продукте программы ДМС и ОМС. К концу 2019 года число клиник достигло 12. В том же году было объявлено о слиянии сетей клиник «Доктор рядом» и «Ниармедик» (от обеих компаний в совместный проект должно было войти по 12 клиник).
Телемедицинский компания «Доктор рядом» была основана в 2016 году, выделена в отдельное направление в 2017.
«Доктор рядом» стала первой медицинской компаний, начавший оказывать услуги телемедицины с использованием, в том числе, специалистов из собственных клиник. Дистанционные консультации были запущены компанией в тестовом бесплатном режиме в 2016 году, а в коммерческом — в 2017.
В марте 2020 года Роскачество и Национальный институт качества Росздравнадзора провели проверку двадцати телемедицинских приложений для смартфонов. Приложение «Доктор рядом Телемед» стало первым в итоговом рейтинге среди приложений для Android (итоговый балл — 4.344) и вторым — для iOS (4,252).
В мае 2020 года было объявлено, что VEB Ventures (структура ВЭБ.РФ) инвестириует в холдинговую компанию «Доктор рядом холдинг», в которую входит ООО «Медицинская компания Доктор рядом», 1 млрд руб, которые пойдут, главным образом, на развитие телемедицинских сервисов.
В августе 2020 года стало известно о слиянии «Доктор рядом» с компанией DOC+ .

## Деятельность
Число клиентов, пользующихся телемедицинскими услугами компании «Доктор рядом» составило к середине 2019 года 5,1 млн человек, врачи компании проводят в среднем 4,4 тыс. онлайновых приёмов пациентов в месяц. Сервисы «Доктор рядом» подключены к Единой системе идентификации и аутентификации (ЕСИА/Госуслуги), что обеспечивает простой и безопасный доступ для пациентов.

### Деятельность в период пандемии
После начала эпидемии вируса COVID-19 в России в 2020 году компания «Доктор рядом» отреагировала одной из первых. В марте 2020 года ею был запущен совместный проект с «ВЭБ.РФ» по бесплатным видео-консультациям с врачами компании для всех желающих по заболеваниям всех видов. За два месяца — с конца марта по конец мая 2020 — бесплатным телемедицинским сервисом «Доктор Рядом» и «ВЭБ РФ» воспользовалось более 60 тыс.человек, около 2/3 из них были из регионов. В мае всех доля столичных регионов (включая Москву, Московскую область, Санкт-Петербург и Ленинградскую область) составила не более 34% обращений .

### Рейтинги и признание
В 2017 году компания «Доктор рядом» вошла в рейтинг «Топ-100 частных многопрофильных клиник» Аналитического центра Vademecum (81-е место).
В 2019 году компания получила премию CX World Awards в номинации «Лучший клиентский опыт в B2B-секторе/Медицина(лечебные учреждения)».
В 2020 году аналитическое агентство «БизнесДром» актуализировало оценку качества сервиса компании «Доктор рядом» на уровне «А1» (впервые такая оценка присвоена компании в 2018 году).